# Ekallatum

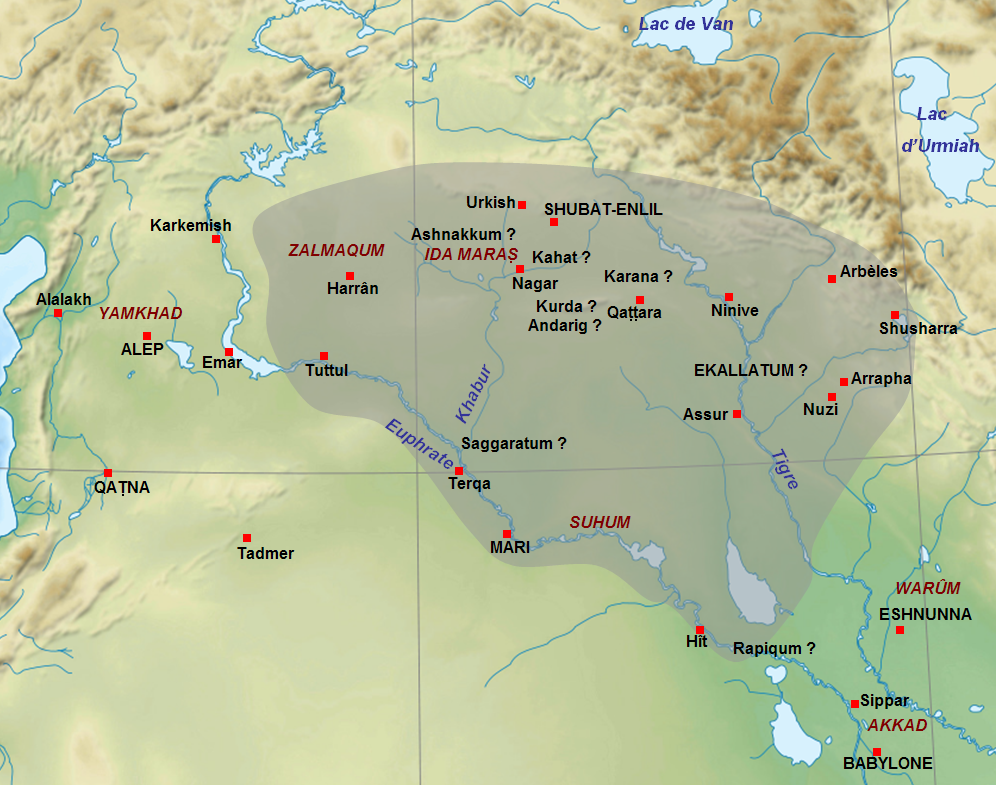
Zasięg terytorialny królestwa Szamszi-Adada I (1814-1782 p.n.e.)

Ekallatum (sum. urue2-galmeš, akad. Ekallātum lub Ekallāte, tłum. „pałace”) – starożytne miasto w północnej Mezopotamii, jedno z ważniejszych miast państwa asyryjskiego w 1 połowie II tys. p.n.e., potem straciło na znaczeniu; nierozpoznane archeologicznie. Według asyryjskich źródeł pisanych położone być miało nad rzeką Tygrys, nieco na północ od miasta Aszur.

## mHistoria
Z Ekallatum wywodził się najprawdopodobniej asyryjski król Szamszi-Adad I (1808–1776 p.n.e.). Jego ojciec, Ilu-kabkabi, rządził tym miastem, a po jego śmierci przeszło ono w ręce Aminu, starszego brata Szamszi-Adada I. Po tym jak Ekallatum zdobyte zostało przez jednego z sąsiednich władców, Szamszi-Adad I zmuszony został do ucieczki i szukania ratunku w Babilonii. Jak podaje Asyryjska lista królów w jakiś czas później udało mu się powrócić i odbić to miasto:
„Szamszi-Adad (I), syn Ila-kabkabi, udał się do Karduniasz (Babilonu) w czasie, gdy Naram-Sin (był królem Asyrii). Gdy Ibni-Adad pełnił urząd limmu Szamszi-Adad (I) wyruszył z Karduniasz i zajął miasto Ekallatum. Przez 3 lata pozostawał w Ekallatum. Gdy Atamar-Isztar pełnił urząd limmu, Szamszi-Adad (I) pomaszerował z Ekallatum (do Aszur) i usunął z tronu Eriszuma (II), syna Naram-Sina. (Sam) zasiadł na tronie i panował przez 33 lata”
Po zdobyciu Ekallatum i Aszur Szamszi-Adad I kontynuował politykę podbojów, tworząc w krótkim czasie potężne państwo w północnej Mezopotamii. Za czasów jego panowania Ekallatum - obok Aszur, Szubat-Enlil i Mari - stało się jednym z najważniejszych miast w państwie. Rezydował tu jako wicekról Iszme-Dagan, starszy syn Szamszi-Adada I, którego ojciec obarczył zadaniem utrzymania spokoju we wschodnich, nadgranicznych prowincjach. Po śmierci Szamszi-Adada I w 1782 r. p.n.e. Iszme-Daganowi nie udało się utrzymać zdobyczy terytorialnych ojca. Zaatakowany z kilku stron przez koalicję Mari, Esznunny i państewek huryckich, zdołał zachować kontrolę jedynie nad niewielkim obszarem wokół Ekallatum, a samo miasto stało się stolicą jego niewielkiego królestwa. Niewiele wiadomo o dziejach Ekallatum po śmierci Iszme-Dagana (ok. 1740 r. p.n.e.). Miasto to istniało na pewno w czasach asyryjskiego króla Tiglat-Pilesera I (1114-1076 p.n.e.), kiedy to - według źródeł asyryjskich - miało zostać zdobyte przez babilońskiego władcę Marduk-nadin-ahhe (1100-1083 p.n.e.), który zabrać miał z tamtejszych świątyń posągi Adada i Szali. W jednej ze swych inskrypcji panujący ponad 400 lat później władca asyryjski Sennacheryb (705–681 p.n.e.) opisuje odnalezienie tychże posągów w zdobytym przez siebie Babilonie:
„Po 418 latach wywiozłem z Babilonu i zwróciłem do ich sanktuariów (posągi) Adada i Szali, bogów Ekallate, które Marduk-nadin-ahhe, król Babilonu pojmał i uprowadził do Babilonu”